# فورست آن در واین‌اشتراسه
فورشت ان در واینشتراسه (به آلمانی: Forst an der Weinstraße) یک شهر در آلمان است که در باد دورکهایم واقع شده‌است. فورشت ان در واینشتراسه ۸۵۲ نفر جمعیت دارد.